# 細田佳也
細田 佳也（ほそだ よしや、1987年8月5日 - ）は、日本の元ラグビー選手。

## プロフィール
- 長野県飯田市出身[1]。
- 現役時代のポジションはフランカー(FL)。
- 身長 192cm、体重 103kg
- ニックネームはホソ、ホッソン。
- 日本代表通算キャップ数は2。
- 7人制日本代表に選ばれたことがある[2]。

## 略歴
上郷ラグビースクールでラグビーを始めた。
飯田高校卒業後、2007年に日本大学へ入る。なお飯田高校時代、チームの主将を務めた。
2011年、日本大学卒業後、NECグリーンロケッツ（現・NECグリーンロケッツ東葛）に加入。同年11月12日に行われたジャパンラグビートップリーグ第3節のトヨタ自動車ヴェルブリッツ戦に途中出場で公式戦初出場を果たす。
2015年12月にはスーパーラグビーの日本チームサンウルブズの2016年スコッドに入った。
2016年6月12日に行われたカナダ遠征でのカナダ代表戦にて先発出場で日本代表初キャップを獲得した。
2024年、現役を引退した。

## MV出演
- Carnavacation「だれも知らない」[8]。